# ETA (kårförening)
ETA, E-sektionens Teletekniska Avdelning, är en kårförening på Chalmers tekniska högskola som sysslar med bland annat elektronik och amatörradio. Trots namnet är den öppen för alla studenter och anställda på Chalmers. Föreningen bildades 1935 av Stig Swerup, Eric Höjer och Gösta Johansson och har utvecklats och vuxit till sig med åren. Från början var ETA i första hand en amatörradioförening med anropssignal SK6AB som gör den till en av Sveriges äldsta radioklubbar. Vid sekelskiftet och med en större tillgång till internet flyttades fokuset från radio mot elektronikkonstruktion bland ETAs medlemmar. Idag erbjuder ETA ett väl utrustat elektroniklabb med bland annat möjlighet till etsning. Den första lördagen i december varje år håller ETA en auktion som brukar vara mycket välbesökt där framförallt elektronik auktioneras ut.